# ジャイアント・インパクト説

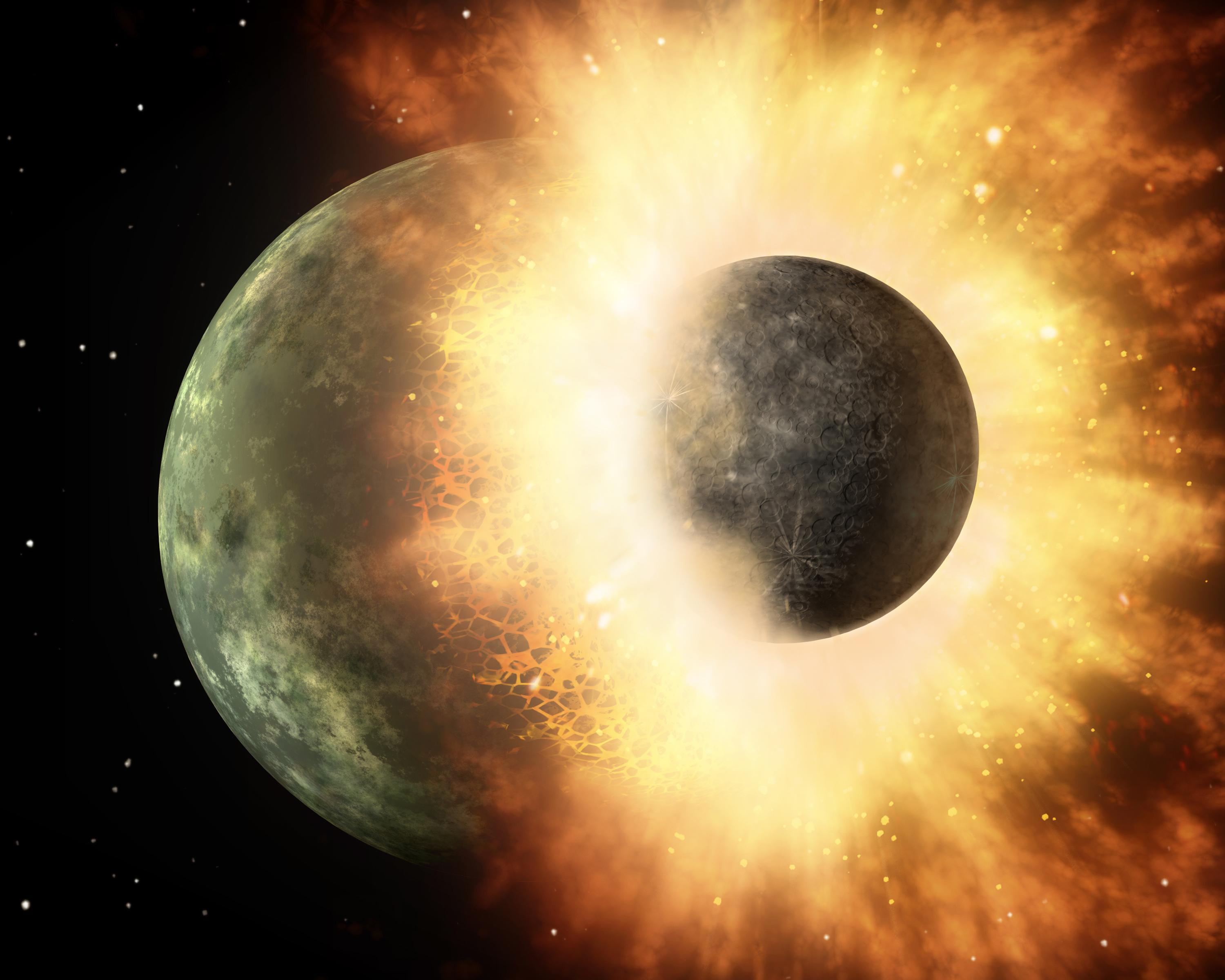
ジャイアント・インパクトの想像画。NASA作成

ジャイアント・インパクト。上図：45億年前の地球とテイアの相対位置。中図：2000万年から3000万年かけてテイアが地球に接近する様子。下図：衝突。

ジャイアント・インパクト説（ジャイアント・インパクトせつ、英語: giant-impact hypothesis）とは、地球の衛星である月がどのように形成されたかを説明する学説。巨大衝突説とも呼ばれる。この説においては、月は原始地球と火星ほどの大きさの天体が激突した結果形成されたとされ、この衝突はジャイアント・インパクト（Giant Impact、大衝突）と呼ばれる。また、英語では他にもBig Splash や Theia Impact と呼ばれる。原始地球に激突したとされる仮想の天体はテイア (Theia) と呼ばれることもある。
ジャイアント・インパクト説は月の形成に関する最も有力な説となっている。ただし、地球と月の成分構成などから疑問を唱える学者もおり、2017年には複数衝突説（後述）が発表されている。
ジャイアント・インパクト説以前は1898年にジョージ・ハワード・ダーウィンが提唱した遠心力による溶けた原始地球からの月の分離を説いた「分裂説」が受け入れられていたが、この説では分離初期の状態を説明できなかった。
1946年にハーバード大学の教授で地質学者であるカナダ人のレジナルド・アルドワース・デイリーが、月の誕生は遠心力による分離ではなく天体衝突によるものであるとの説を唱えたが、発表当時は受けいれられなかった。その後、1975年に衝突説がウィリアム・ハートマンとドナルド・R・デービスによって科学雑誌『Icarus』に発表した論文で再提唱され、今では広く受け入れられている。
ジャイアント・インパクト説によると、地球が46億年前に形成されてから間もなく火星とほぼ同じ大きさ（直径が地球の約半分）の原始惑星が斜めに衝突したと考えられている。
原始惑星は破壊され、その天体の破片の大部分は地球のマントルの大量の破片とともに宇宙空間へ飛び散った。破片の一部は再び地球へ落下したが、正面衝突ではなく斜めに衝突したためにかなりの量の破片が地球の周囲を回る軌道上に残った。軌道上の破片は一時的に土星の環のような円盤を形成し、やがて破片同士が合体して月が形成されたと考えられている。
コンピュータシミュレーションによる推定では、このような場合では1年から100年ほどで球形の月が完成するとされている。別のシミュレーションでは、月が一つにまとまるまでの時間は早ければ1か月ほどだとする結果が出ている。誕生したばかりの月は地球から2万kmほどのところにあり、それが徐々に地球との間の潮汐力の影響で地球から角速度を得て遠ざかり、現在のように地球から平均38万km離れた軌道まで移動したと考えられている。

## 歴史

### 古典的学説の問題点
ジャイアント・インパクト説が提唱される以前は、月の形成理論として有名な説が3つあった。原始地球は高速で回転していてその一部がちぎれて月になったとする「分裂説」（「親子説」とも）、太陽系形成時に塵の円盤から地球と一緒に月が形成されたとする「兄弟説」（「双子集積説」とも）、月は地球とは別の場所で生じ、それが後に地球の引力に捕らえられて衛星となったとする「捕獲説」（「他人説」とも）である。
しかし、兄弟説や捕獲説では地球のマントルと月の化学組成が似ていることの説明ができなかった。分裂説では、本当に分裂が起こるほどの力学的なエネルギーがあったのかという点に疑問があった。兄弟説では地球と月の平均密度の違い（地球は5.52g/cm³、月は3.34g/cm³）を説明出来ず、捕獲説では月のような大きな天体が地球に捕らえられるような確率が非常に低いと指摘されていた。さらにアポロ計画で採取された岩石から、月の形成初期には月全体がマグマの海（マグマオーシャン）で覆われていたことも分かっており、兄弟説や捕獲説ではこれを説明出来なかった。
このようにどの説もそれぞれ重大な問題を抱えていたため、1970年代中頃にはどの説も行き詰まってしまい、困惑した天文学者のアーウィン・シャピロは「もはや満足できる（自然に思える）説明は無い。最善の説明は月が見えるのは目の錯覚だと考える事である。」という冗談を言うほどであった。

### ジャイアント・インパクト説の登場

テイアが地球の L_{4}点で形成され、移動し衝突するアニメーション。このアニメーションでは地球を固定している。

ジャイアント・インパクト説では、月の核が小さいことは、破片にマントル（岩石が主成分ゆえに比較的低密度）が多く含まれ、核（鉄が主成分ゆえに高密度）はほとんど含まれないことで説明できる。また、形成直後の月は破片が多数衝突したために高温となり、表面が融解していると考えられることから、月がマグマの海で覆われていたとする証拠との整合性も高い。このように、ジャイアント・インパクト説は前述の分裂説・兄弟説および捕獲説が抱えていた問題の多くを解決出来ると言われているため、1980年代中頃には月形成理論として最も有力な説とされるようになった。

## 立証
化学的な調査の結果、採取された岩石には揮発性物質や軽元素がほとんど含まれていないことが分かり、それらが気化してしまうほどの極端な高温状態で形成されたという結論が導かれた。月面に置かれた地震計（月震計）からニッケルや鉄でできた核の大きさが測定された結果、地球と月が同時に形成されたと考えた場合に予測される大きさに比べ、実際の核の大きさが非常に小さいことが判明した。核が小さいということは、衝突によって月が形成されたとする説の予測と一致する。それは、この説では、月は大部分が衝突した天体のマントル、一部が地球のマントルから形成され、核はほとんど寄与しないと考えられるからである。ジャイアント・インパクト直後には地球は全体が高温になり、マグマの海（マグマオーシャン）が形成されたと考えられており、衝突した天体の核は融けた地球の深部へ沈んでいき、地球の核と合体したと考えられている。
月が存在するということ自体以外のこの事件の主な痕跡は、研究者によると、地球が明るい色の無色鉱物や中間的な岩石のタイプを地球表面全体を覆うほど十分には持っていないという事実である。このため、地球には無色鉱物に富んだ花崗岩などの岩石から出来ている大陸と、大陸より暗い色でより金属に富んだ有色鉱物に属する玄武岩などの岩石から出来ている海という窪地が存在する。この構成の違いに加え、水の存在が地球に広範囲に渡る活発なプレートテクトニクスを存在させることになった。さらに地球の自転軸の傾きと初期の自転の速さも、いわゆるジャイアント・インパクトによって決まったと考えられている。
ジャイアント・インパクトのような出来事があった場合に本当に月のような天体が生じるのかは、コンピュータシミュレーションによって検証されている。ジャイアント・インパクトの計算は重力多体問題と呼ばれる計算の一種で、破片が相互に重力的影響をおよぼし合うことから非常に計算量が多く、コンピュータには高い性能が要求される。しかし、1980年代後半から重力多体問題専用計算機によるシミュレーションでジャイアント・インパクトの実証が出来るようになってきた。その結果、パラメータを上手く設定すると実際に月のような衛星の形成が起こりうることや、地球の自転軸の傾きなどを再現出来ることが示された。

## 物理的問題点と新たな説明方法
ジャイアント・インパクト説にも、火星ほどの大きさの天体が地球を完全に破壊してしまわないような正確な角度で衝突し、衝突で自転軸の傾きを生じさせ、地球で活発なプレートテクトニクスが起こるようになる、というようなことが起こる確率が一見非常に低いという問題があった。この確率の低さは、地球外文明の存在の可能性の高さとそのような文明との接触の証拠が皆無である事実の間にある矛盾（フェルミのパラドックス）を説明するための証拠として持ち出されることがあった。この考えはレア・アース仮説と呼ばれる。
しかし、エドワード・ベルブルーノとリチャード・ゴットは、2004年の論文の中で衝突した天体はラグランジュ点 L4か L5 （地球の軌道上の、地球より60度先行した点と60度後方の点）で形成され、その後カオス的な軌道を移動し、適度に低速で地球に衝突したと主張した。この仕組みによれば、このような衝突事件が起こる確率はかなり高くなるとされる。
また、ジャイアント・インパクト説が分裂説と同様に抱えていた問題として、月の軌道平面（白道面）が地球の赤道面と約5度傾いているのを説明出来ないというものがあった。しかし、この問題も最近の精度を上げたシミュレーションによると、ジャイアント・インパクトで飛び散った破片同士の重力的な相互作用によって説明出来る可能性が出てきている。

## 複数衝突説の登場
数値計算によると、地球に火星サイズの天体1個が衝突して月は形成されたとするシナリオでは、月の成分の5分の1は地球に由来し、残る5分の4は衝突した天体に由来することになる。しかしながら、実際には地球と月の成分構成（例えば酸素同位体比）がほぼ同一であることから、ジャイアント・インパクト仮説には物質科学的な問題点も存在している。この問題を解決するシナリオとして、イスラエル・ワイツマン科学研究所のラルカ・ルフらは複数衝突説を提唱している。
複数衝突説は、月は巨大衝突説が唱えるように1回の大規模衝突によって形成されたのではなく、複数の天体衝突の末に月が形成されたとする説である。この説では、微惑星の小さな衝突が20回程度繰り返され、衝突の度に原始地球の周囲に残骸の輪が形成され、小衛星となり、こうした小衛星が合体することで最終的に月が形成されたとする。複数衝突説では、放出物質の地球由来物質の寄与が大きい衝突も考慮出来る点や、月組成が多数の小衛星の組成を平均化した組成となることから、地球と月の物質科学的類似性の問題は緩和される。また、多様な衝突シナリオを考慮出来る点から、月を形成する物理的条件もより緩いものとなる。

## 地球の衛星以外の例
2005年に発表されたロビン・カナップによるシミュレーションでは、冥王星の衛星であるカロンも地球の月と同様に約45億年前に大衝突によって誕生したということが示唆された。シミュレーションによると、冥王星の場合には直径が1600kmから2000kmほどある他のエッジワース・カイパーベルト天体が秒速1kmほどで衝突したとされた。カナップは、このような衛星形成の過程は初期の太陽系では一般的だった可能性があると推測している。
また、太陽系外惑星の形成シミュレーションによって、地球型惑星が形成される際には3個か4個に1個程度の割合でジャイアント・インパクトのような大衝突を経験し、月のような衛星を持つ可能性が指摘されている。このことから、他の恒星を回る惑星にも地球と同じような形成過程を経た月を持ったものがあるかもしれないと考えられている。
また天王星の自転軸が大きく傾いたことも、ジャイアント・インパクトによるものであると考えられている。